# Ferdinand Gasteiger
Ferdinand Gasteiger (* 16. Februar 1901 in Osijek/Esseg, Königreich Kroatien und Slawonien; † 7. Januar 1969 in München) war ein deutsch-kroatischer Politiker, Paramilitärführer und Vertriebenenfunktionär. Er war während des Zweiten Weltkriegs Führer der „Deutschen Mannschaft“, Abgeordneter im Parlament des Unabhängigen Staats Kroatien und „Wirtschaftsführer“ der „Deutschen Volksgruppe im Unabhängigen Staat Kroatien“. Nach dem Zweiten Weltkrieg widmete sich Gasteiger landsmannschaftlichen Aufgaben in Österreich und Deutschland.

## Leben
Gasteiger gehörte der Gruppe der Donauschwaben an, die in seiner Heimatstadt Osijek (deutsch Esseg) etwa ein Drittel der Bevölkerung stellte. Die Stadt gehörte bis 1918 zur ungarischen Reichshälfte der Habsburgermonarchie, anschließend zum Königreich der Serben, Kroaten und Slowenen. Er studierte in Osijek, Sušak und Sarajevo; danach leitete er die Filiale einer Versicherungsgesellschaft in Osijek. 
In den 1920er und 1930er Jahren war er in kulturellen und politischen Organisationen der deutschen Minderheit in Slawonien aktiv. In der in Osijek erschienenen deutschsprachigen Zeitung „Die Drau“ veröffentlichte Gasteiger vor 1933 öfters als Experte für Versicherungsfragen und als örtlicher Exponent der Paneuropa-Bewegung. Am 25. Oktober 1925 gründete er in Osijek mit Franz Folk und Hubertus Wagner den „Deutschen Musik- und Gesangsverein“ unter der Leitung von Josef Meier. Aus diesem Verein ging eine Ortsgruppe der aus der Vojvodina stammenden „Deutschen Partei“ hervor, als deren Vertreter Gasteiger 1936 in den Stadtrat von Osijek gewählt wurde. Der Obmann des Schwäbisch-Deutschen Kulturbundes, Johann Keks, schloss am 29. März 1936 Branimir Altgayer zusammen mit seinem Stellvertreter Gasteiger wegen Insubordination aus dem Bund aus. Darauf gründeten beide die „Kultur- und Wohlfahrtsvereinigung der Deutschen in Slawonien“ (KWVD).
Gasteiger führte die während des Deutschen Feldzugs gegen Jugoslawien 1941 als Deutsche Mannschaft in Erscheinung tretenden bewaffneten lokalen deutschen Bürgerwehren in Serbien, der Batschka und der Baranja. Von 1941 bis 1945 wurde Ferdinand Gasteiger zum Stellvertreter des Volksgruppenführers Altgayer und zum „Wirtschaftsführer“ der „Deutschen Volksgruppe im Unabhängigen Staat Kroatien“ und damit zum Leiter des „Hauptamtes für Volkswirtschaft der Volksgruppenführung im Unabhängigen Staat Kroatien“ ernannt. Ihm waren die beiden Ämter für Landwirtschaft und gewerbliche Wirtschaft untergeordnet, mit den entsprechenden Berufsorganisationen der Landesbauernschaft und den Berufsgruppen Handwerk, Handel und Industrie. Damit sollten alle wirtschaftlichen Belange der Volksgruppe organisiert und erfasst werden. In dieser Funktion war er einer der Hauptverantwortlichen für die „Arisierung“ in Kroatien, in deren Verlauf er versuchte, „die Volksdeutschen möglichst weitgehend an der Beute [...] zu beteiligen“.
Die deutsche Minderheit erhielt durch Verfügung vom 24. Januar 1942 zwei Sitze im Kroatischen Parlament Sabor, die von Gasteiger und Altgayer eingenommen wurden. Am 11. Januar 1943 wurde Gasteiger zum Staatssekretär Kroatiens ernannt. Gasteiger, Amtsleiter der deutschen Volksgruppe in Kroatien, leitete zwischen dem 3. September und 7. November 1944 die Umsiedlung von etwa 90.000 Donauschwaben aus Slawonien und Syrmien.
Nach dem Zweiten Weltkrieg gelangte Gasteiger nach Österreich und Deutschland. Ab 1951 arbeitete er in dem von Josef Trischler gegründeten Rat der Südost-Deutschen mit, dem Zusammenschluss der Landsmannschaften aus Jugoslawien, Rumänien, Ungarn und der Slowakei. In München gründete Gasteiger die „Donauschwäbische Siedlervereinigung“. 1970 wurde wegen der Arisierungen nach 1941 gegen Gasteiger ermittelt. Er lebte zuletzt in München.

## Veröffentlichungen
- Feuer, Feuer. In: Die Drau vom 19. Juli und 15. August 1932
- Das Programm der europäischen Partei von F. Gasteiger. In: Die Drau vom 14. November 1932
- Drei Jahre Genossenschaftswesens der Deutschen Volksgruppe im U. St. Kroatien. In: Slawonischer Volksbote, Ausgabe 5 von 1940, Osijek 1944. S. 4.
- Evakuierung der Deutschen aus Kroatien. In: Die Donauschwaben 1944–1964. Beiträge zur Zeitgeschichte. Südostdeutsches Kulturwerk e.V., Arbeitsgemeinschaft Donauschwäbische Lehrer, 1968